# Armée française d'Orient
Pour les articles homonymes, voir AFO, CEO et Armée d'Orient.
L’armée française d’Orient (AFO), initialement corps expéditionnaire d'Orient (CEO)  puis armée d'Orient (AO), est une unité de l’armée de terre française qui combat durant la Première Guerre mondiale sur le front d’Orient (aussi nommé Front de Salonique ou Front de Macédoine) entre 1915 et 1918. Cette armée connait plusieurs appellations successives et les historiens d'aujourd’hui l'appellent de façon synthétique « Armée d’Orient ».
L'armée française est d'abord engagée en février 1915, avec les Britanniques, dans la campagne des Dardanelles (également appelée campagne de Gallipoli) contre l'Empire ottoman, jusqu'en janvier 1916. Dès octobre 1915 elle participe également à l’ouverture d’un front « périphérique », destiné à aider la Serbie contre les forces armées allemandes, austro-hongroises et bulgares, et dont la ville grecque de Salonique est l’épicentre.
Le 11 août 1916, toutes les Armées alliées en Orient (AAO) sont placées sous un commandement unifié et nommé commandement des Armées alliées en Orient (CAA ou CAAO). Le premier commandant en chef est le général français Sarrail, qui commandait alors l’armée d’Orient (AO). Cette dernière est rebaptisée Armée française d’Orient (AFO) et est successivement commandée par les généraux Cordonnier, Leblois, Grosseti, Régnault et Henrÿs.
Le CAA, avec à sa tête successivement les généraux Sarrail, Guillaumat et Franchet d’Espèrey commande ainsi les troupes de l’armée française d'Orient (AFO), de l’armée britannique, de l’armée serbe, de l’armée italienne, de l’armée russe et de l’armée grecque. En septembre 1918, les Armées Alliées d’Orient (AAO) comprennent près de 670 000 hommes dont 210 000 Français (8 divisions et une brigade de cavalerie) ; 157 000 Grecs (9 divisions) ; 138 000 Britanniques (4 divisions) ; 119 000 Serbes (6 divisions) ; 43 000 Italiens. Elles provoquent la défaite de la Bulgarie, reconquièrent la Serbie et la Roumanie, puis envahissent l’Autriche-Hongrie.
L'armée française d'Orient devient à partir de 1919, Armée du Danube, Armée de Hongrie et Corps d’occupation de Constantinople. Après les différents armistices de 1918, les combattants français ne sont pas démobilisés immédiatement. Certains participent à l’occupation de la Hongrie, de la Bulgarie et d’une partie de la Thrace. D’autres se battent en Russie du Sud jusqu’en mars 1919 dans la région d’Odessa. D’autres enfin occupent Constantinople. Les derniers soldats français rentrent après la fermeture de la base de Salonique au début de l'année 1921.
Entre 1915 et 1921, environ 380 000 hommes au total ont combattu au sein de l'armée française sur le front d'Orient et jusqu'au 11 novembre 1918, 10 385 ont été tués, 21 614 portés disparus et 33 490 blessés.

## Création et différentes dénominations
- du 22 février 1915 au 4 octobre 1915 : corps expéditionnaire d’Orient (CEO) (Gallipoli et Dardanelles).
- du 4 octobre 1915 au 11 janvier 1916 : corps expéditionnaire des Dardanelles (CED) (Gallipoli et Dardanelles).
- 5 octobre 1915 : les premiers éléments du corps expéditionnaire débarquent à Salonique et forment l’armée d'Orient (AO).
- 11 août 1916 : à partir du 11 août 1916, les forces françaises de l’armée d'Orient (AO) constituent l'armée française d'Orient (AFO). L'AFO est sous les ordres du commandement des armées alliées en Orient (CAA).
- 1919 : l'AFO devient l'armée de Hongrie le 1er mars 1919 jusqu’au 31 août 1919, date de sa dissolution à la suite de laquelle l’armée du Danube reçoit, le 10 septembre 1919, la dénomination d'armée française d'Orient (AFO 2e formation)[2]. Après l'armistice, les unités de l’armée d'Orient, commandées par Franchet d'Esperey, sont articulées en trois groupements, composés de divisions aux effectifs réduits, dont l'action s'exerce entre fin 1918 et début 1920 en Hongrie, en Russie et en Turquie[3] :
  - L’armée du Danube (AD) : les forces de l’aile droite de l'armée française d'Orient stationnées sur le Danube le 11 novembre 1918 et commandées par le général Berthelot, reçoivent la dénomination d'« armée du Danube ».
  - L’armée de Hongrie (AH) : les forces stationnées au sud de la Hongrie, sous les ordres du général Paul de Lobit, reçoivent la dénomination d'« armée de Hongrie » le 14 mars 1919.
  - corps d'occupation de Turquie puis corps expéditionnaire d'occupation de Constantinople (COC)
- 1920, le poste de Franchet d’Esperey est officiellement supprimé à sa demande et l'armée d'Orient ne se réduit plus qu’au COC.

Les Sigles :

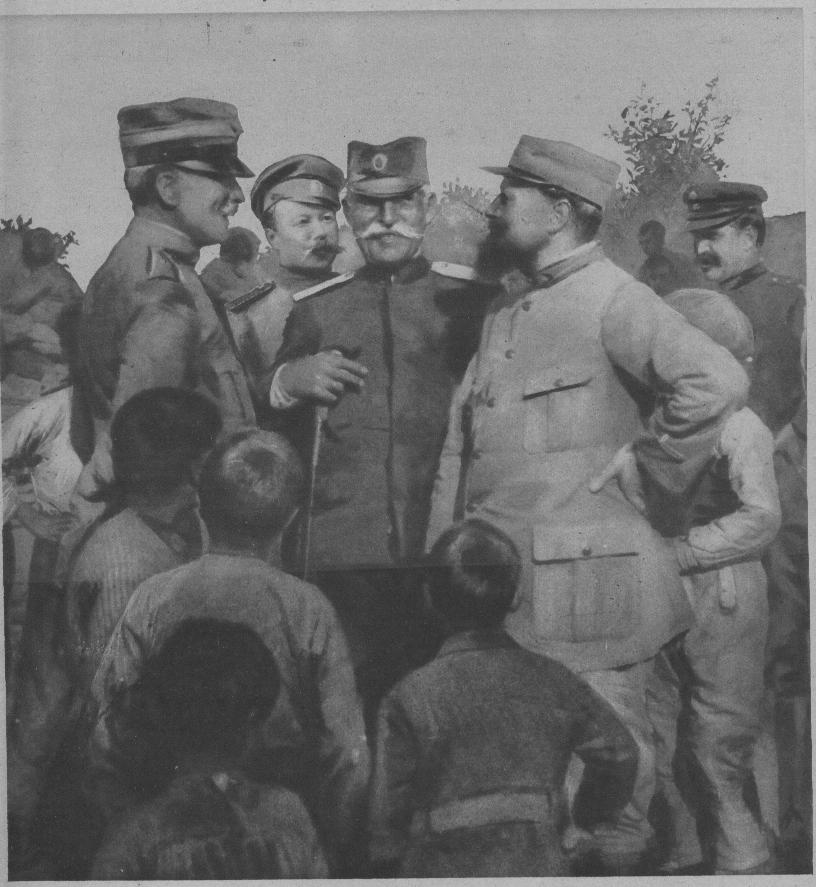
Un exemple de collaboration alliée : un Cap. italien, un Lt. russe, un Col. serbe, un Lt. français, un gendarme grec

- CEO : corps expéditionnaire d’Orient
- CED : corps expéditionnaire des Dardanelles
- AO : armée d’Orient (ensemble des armées françaises en Orient)
- AFO : armée française d’Orient
- CAA : commandement des armées alliées en Orient
- AAO : armées alliées en Orient
- AH : armée de Hongrie
- AD : armée du Danube
- COC : corps expéditionnaire d’occupation de Constantinople

## Les commandants

### Corps expéditionnaire (CEO, CED) puis armée d'Orient (AO)
- 22 février 1915 : général d’Amade (CEO), Dardanelles
- 14 mai 1915 : général Gouraud (CEO), Dardanelles
- 1er juillet 1915 : général Bailloud (CEO), Dardanelles
- 4 octobre 1915 : général Sarrail (AO), Salonique. Les troupes qui restent au Dardanelles jusqu'en janvier 1916 passent sous le général Brulard sous le nom de corps expéditionnaire des Dardanelles (CED)

### Armée française d’Orient (AFO) (sous les ordres du CAA)
Armée française d’Orient (AFO) (sous les ordres du CAA) 

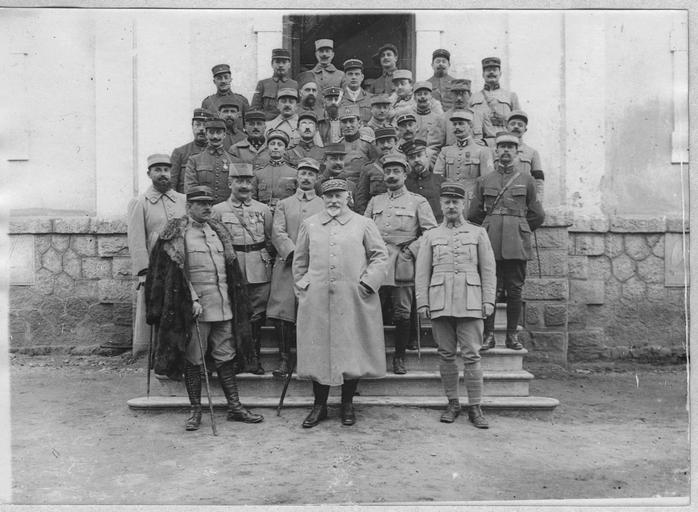
Le général Grosseti et son état-major à Florina en 1917.

- 11 août 1916 - 19 octobre 1916 : général Cordonnier
- 19 octobre 1916 - 1er février 1917 : général Leblois
- 1er février 1917 - 30 septembre 1917: général Grosseti
- 30 septembre 1917 - 31 décembre 1917 : général Régnault
- 31 décembre 1917 - avril 1919: : général Henrÿs

Elle est divisée en groupes de division d’infanterie en janvier 1917 :
- 1er groupe de divisions d’infanterie commandée par :
  - 18 janvier 1917 - 19 octobre 1917 : général Lebouc
  - 19 octobre 1917 - 9 juillet 1918 : général Gérôme
  - 9 juillet 1918 : général Philippe D’Anselme.
- 2e groupe de divisions d’infanterie commandée par :
  - 16 janvier 1917 - 30 mars 1917 : général Leblois
  - 30 mars 1917 - 29 mars 1918 : général Régnault
  - 29 mars 1918 : général Patey.
- 3e groupe de divisions d’infanterie commandée par :
  - 4 janvier 1918 : général Paul de Lobit.

### Commandement des armées alliées en Orient (CAA)

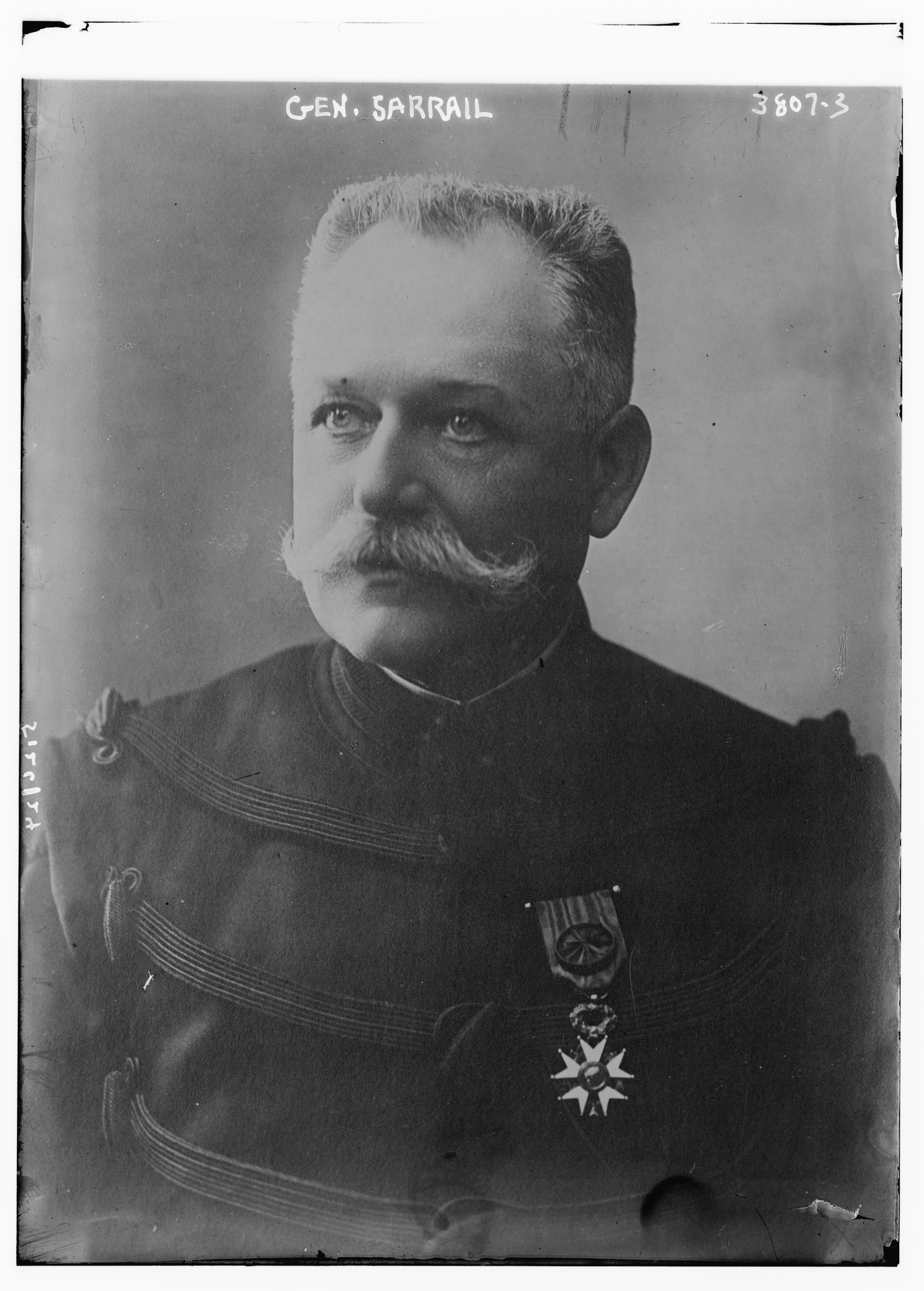
Sarrail, chef des AAO d'août 1916 à décembre 1917.
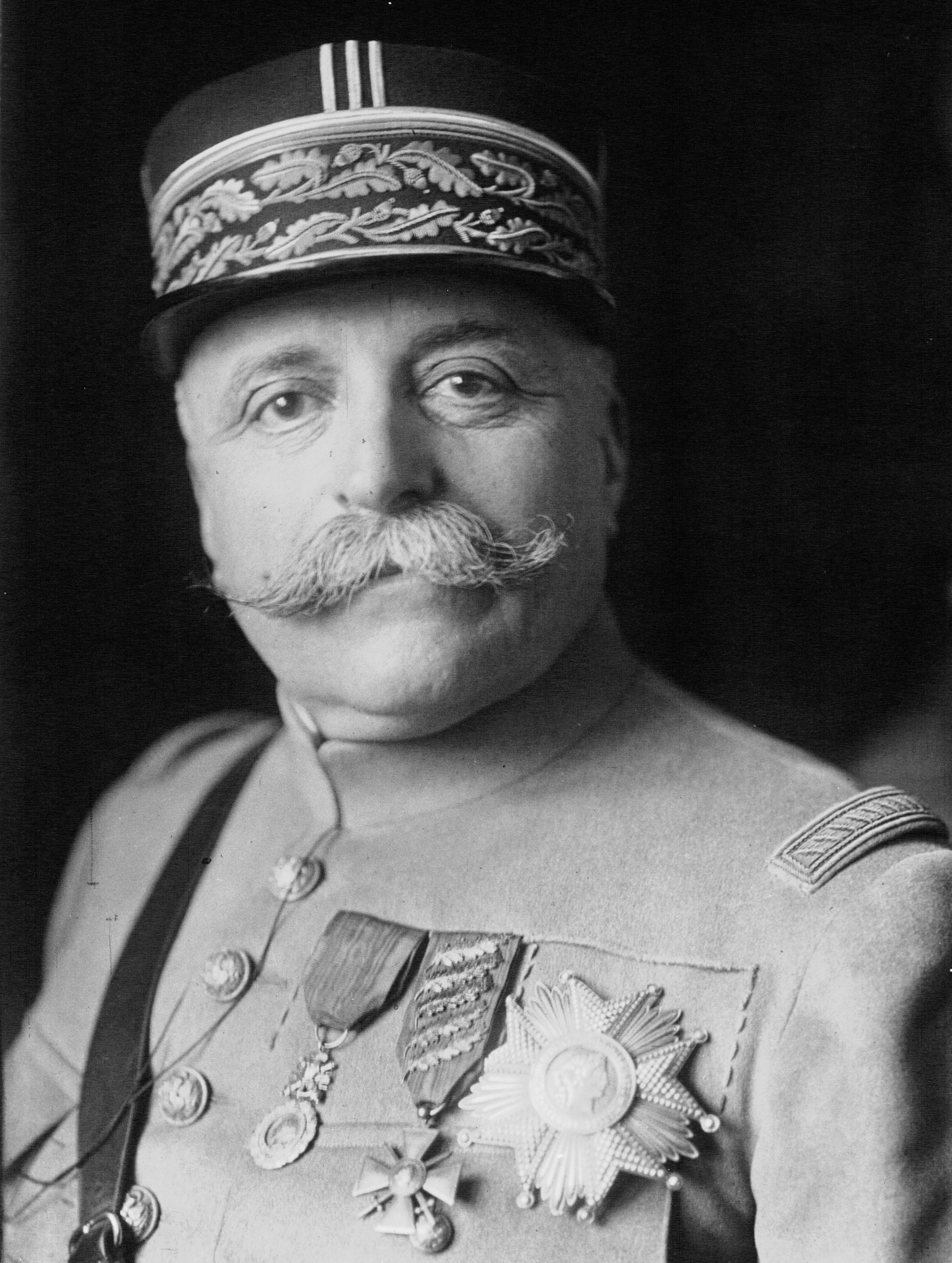
Guillaumat, chef des AAO de décembre 1917 à juin 1918.
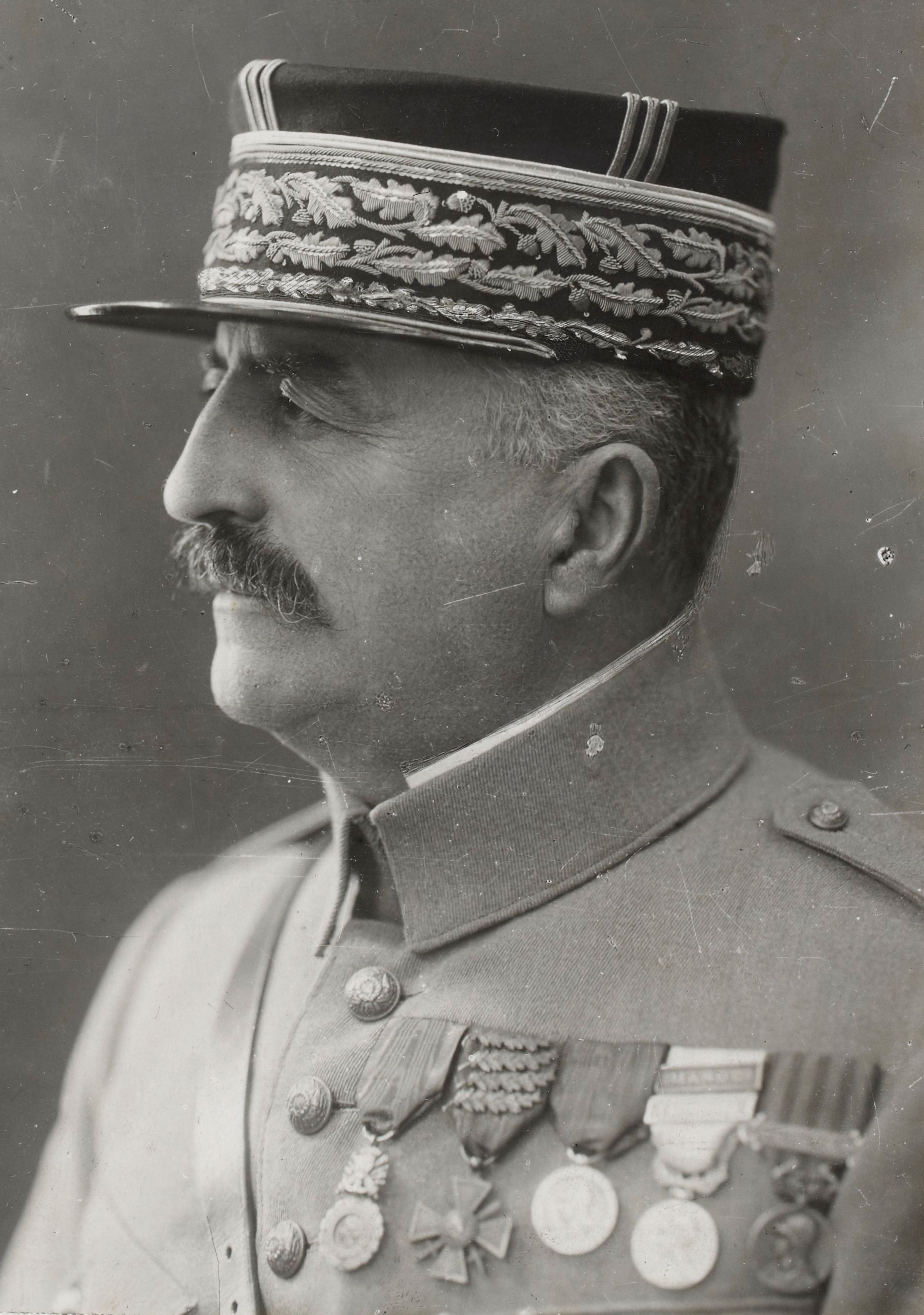
Franchet d’Espèrey, chef des AAO de juin 1918 à 1920.

Le CAA commande les Armées alliées  en Orient (AAO) dont l’armée française d’Orient (AFO).
- 11 août 1916 : général Sarrail
- 15 décembre 1917 : général Guillaumat
- 17 juin 1918 - 1920 : général Franchet d’Espèrey

## Effectifs et pertes de l'armée française en Orient
Au total, entre 380 000 et 400 000 soldats français sont engagés en Orient entre 1915 et 1921. Sur le front des Dardanelles, les effectifs sont à leur maximum en mai 1915 avec environ 42 000 soldats organisés en deux divisions (la première renommée plus tard 17e DIC et la deuxième, renommée 156e DI). Sur le front de Salonique, les effectifs sont d'environ 20 000 hommes en octobre 1915, de 56 000 hommes en décembre 1916 et de 225 000 au maximum en mai 1918 avec huit divisions (30e, 57e, 76e, 122e et 156e DI et les 11e, 16e et 17e DIC) et une brigade de cavalerie.
Les troupes sont formées essentiellement d’unités métropolitaines avec également une proportion d’indigènes coloniaux (Maghrébins et Sénégalais) plus importante que sur le front français et qui s’élève à 18 % de l’effectif total.
Selon Max Schiavon, depuis les opérations des Dardanelles en 1915, jusqu’au 11 novembre 1918, les pertes sont de 10 385 tués (dont 3 700 aux Dardanelles), 21 614 disparus (dont 6 000 aux Dardanelles) et  33 490 blessés (dont 17 300 aux Dardanelles) auxquels s'ajoutent les morts de froid et de maladie comme le paludisme, une grande part reposent au cimetière de Zeitenlik.

## Historique des garnisons, campagnes et batailles

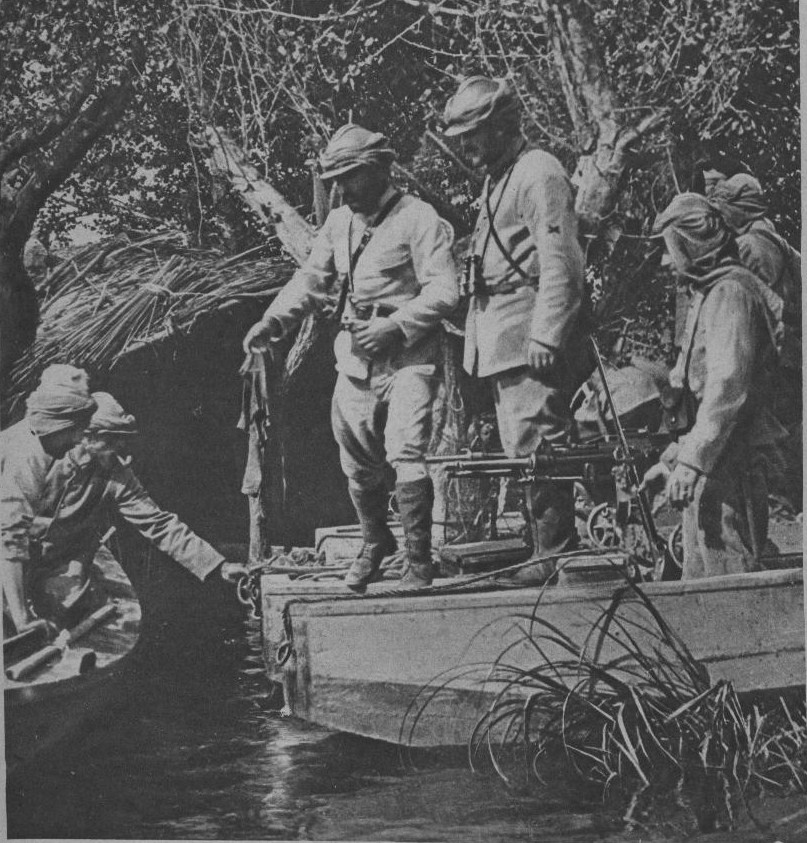
Une patrouille sur le Vardar en septembre 1916

Après la décision d’envoyer des troupes en Turquie, le 22 février 1915, l’armée française d’Orient (AFO), d’abord appelée corps expéditionnaire d’Orient, puis armée d’Orient (AO), est commandée par le général d’Amade. Elle est déployée à Gallipoli puis à Salonique pour finir par repousser les Bulgares, occuper leur capitale, combattre en Crimée et occuper Constantinople.
Cette armée est massée dans la région de Salonique, la gauche vers Monastir (aujourd’hui Bitola) et la droite appuyée sur le lac Doiran.

### Expédition des Dardanelles

#### Effectifs
Le corps expéditionnaire comprend du 1er mars au 10 mai 1915 et du 25 septembre au 1er janvier 1916 une division d'infanterie, et du 10 mai au 25 septembre 1915 deux divisions d'infanterie, renforcées de diverses unités d'artillerie lourde de campagne ou de côte et de troupes d'étapes qui arrivent pour la plupart dans le courant de mai 1915. Les effectifs moyens sont du 1er juin, date à laquelle la 2e division est débarquée au complet, au 25 septembre 1915, date de l'embarquement pour Salonique de la 156e division (ex 2e division), de 950 officiers, 41 000 hommes de troupe dont 6 792 Sénégalais et Créoles, 11 000 animaux, 2 200 voitures et du 25 septembre au 1er janvier 1916, date de l'évacuation des Dardanelles, de 600 officiers, 22 000 hommes de troupe, 6 000 animaux, 1 400 voitures.
Au total, près de 80 000 soldats français sont engagés dans l’expédition des Dardanelles sur 450 000 au total pour l’ensemble des Alliés. Le maximum de l’effectif atteint est de 42 000 fin mai 1915 lorsque deux divisions sont engagées : la  17e division coloniale (1re division d’infanterie du corps expéditionnaire d’Orient), au complet à la date du 25 avril 1915, commandée par le général Masnou jusqu'au 15 juillet 1915 puis le général Brulard et la 156e division d’infanterie (2e division d’infanterie du corps expéditionnaire d’Orient), débarquée à partir du 10 mai 1915.

#### Composition à la mobilisation

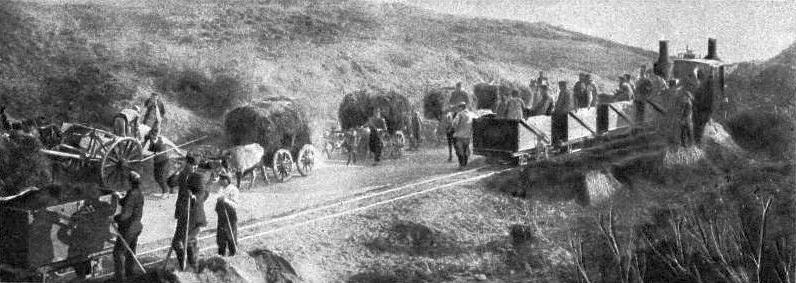
Convois vers Monastir, une Decauville au premier plan avec un autre tiré par des bœufs (1916)

En mars  1915, le corps expéditionnaire d'Orient (CEO) est commandé par le général d’Amade. Il est composé de la 1re division d’infanterie du corps expéditionnaire d’Orient commandée par le général Masnou qui comprend les unités suivantes :
- 1re brigade métropolitaine (général Vandenberg)
  - 175e R.I. (Lt-Col Philiipe)
  - 1er régiment de marche d’Afrique (1er R.M.A.) (Lt-Col Desruelles)
- 2e brigade coloniale (colonel Ruef)
  - 4e régiment mixte colonial
  - 6e régiment mixte colonial
- Artillerie : lieutenant colonel Brunet ; groupes de 75 Holtzapfel (12 pièces), Charpy (12 pièces), groupe de 65 Benedettini (8 pièces) ; ; 12e section de munitions mixte; 2 S.M.A venant de Bourges, France; un détachement de grand parc ; une Équipe mobile de réparation.
- Génie : compagnie 4/13 ; détachement de parc du génie 4/24, 2 sections de projecteurs de campagne.
- Télégraphie : détachement de sapeurs du 8e Génie (Angouleme) ; 2 postes de radio télégraphiques ; poste d'éclairage électrique du Q.G.
- Train : 1 compagnie du train type Maroc (venant d'Algérie)
- Intendance : 1 service des subsistances ; 1 parc de bétail ; 1 boulangerie de campagne ; 1 gestion d'habillement et de campement ; 1 détachement de C.O.A.
- Santé : 2 luts de réapprovisionnement ; 2 ambulances de colonne mobile ; 1 groupe divisionnaire de brancardiers ; 1 hôpital de campagne ; 1 hôpital d'évacuation ; Réserve personnel sanitaire

Le général sir Ian Hamilton commandant les forces de terre franco-anglaises en Orient.

#### Transport en Orient

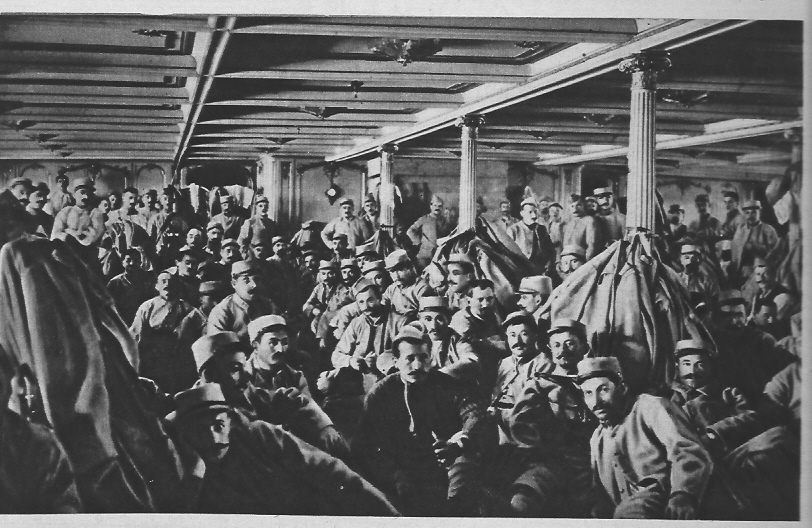
Troupes à bord de La Provence.

Les troupes sont transportées par bateau pour concentration à Lemnos. L’avant garde embarque sur l’Armand-Béhic et le Savoie (T.M.) à Toulon le 4 février ; sur le Djurdjura et le Vin-Long à Bizerte, le Chaouïa à Philippeville et le Carthage à Oran qui se concentrent à Sidi-Abdallah (Bizerte) pour former convoi et partir le 4 mars. Tous arrivent à Malte le 6 mars pour se joindre au St-Louis et l’Edgar-Quinet qui font route vers Lemnos le 6 mars et arriver le 11 mars. Un deuxième départ de Marseille a lieu le 4 mars avec la Provence, le Dumbéa, le Magellan, l’Australien, le Charles-Roux, le Moulouya, le Théodore Mante ; de Toulon le 4 mars avec la Savoie (C.A.), le Paul Lecat, la Lorraine, le Bien-Hoa, l’Italie, le Pélion, le Ceylan, le Amiral-Hammelin, le Hérault. Ils passent par Bizerte pour former deux groupes. Le premier groupe, arrivé de Marseille, part de Bizerte le 10 pour arriver à Lemnos le 15 mars. Le deuxième groupe, arrivé de Toulon, part de Bizerte le 13 mars pour arriver à Lemnos le 17 mars. Le contre-amiral Guepratte commande la division navale française, qui fait partie des forces navales alliées en Orient commandées par l’amiral de Robeck,,,.

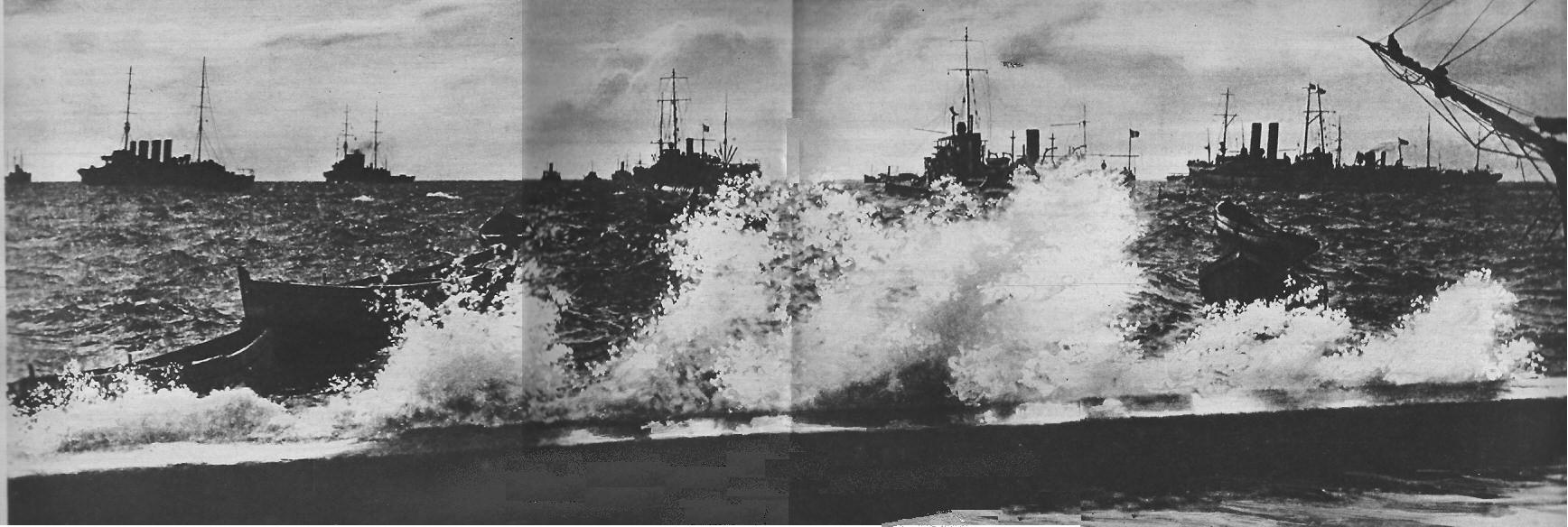
La flotte Alliée en rade de Salonique.

#### Renfort d’une division au 14 mai 1915
Le 14 mai 1915, la 2e division d’infanterie du corps expéditionnaire d’Orient commandée par le général Bailloud arrive en renfort. Elle est composée de deux brigades :
- 3e brigade métropolitaine (général Dauvé)
  - 176e R.I. Lt-colonel Benoit
  - 2e régiment de marche d’Afrique (2e R.M.A.) Lt-colonel Bernadotte
- 4e brigade coloniale (général Simonin)
  - 7e régiment mixte colonial
  - 8e régiment mixte colonial

#### Évacuation
Le 25 septembre, le ministre de la guerre ordonne le C.E.O. de préparer immédiatement le départ "en Serbie par Salonique d'une des divisions du C.E.O. composée exclusivement d'éléments européens". Le commandant du CEO décide d'y envoyer sa 2e division en remplaçant ses unités "indigènes" par d'autres "européennes".
Les troupes sénégalaises (24 compagnies) sont évacuées le 12 décembre 1915, réunies en brigade sous le général Simonin. Les autres troupes d'infanterie du CED (19 compagnies coloniales et 5 créoles) restent sur la presqu'île de Gallipoli et sont regroupées dans une autre brigade sous le général Eugène-Léon Fourcade. Celles-ci sont évacuées à leur tour entre le 1er et le 8 janvier 1916.
Au total, dans cette campagne, le CED aura subit 3.738 tués, 6.136 disparus et 17.175 blessés.

### Expédition de Salonique
En septembre 1918, 6 divisions serbes (et une brigade de cavalerie), 4 britanniques, 9 grecques et une italienne combattent aux côtés de 8 divisions (et une brigade de cavalerie) de l’armée française d’Orient lors de l’offensive finale du Drobopolje en Serbie.

#### Les escadres navales

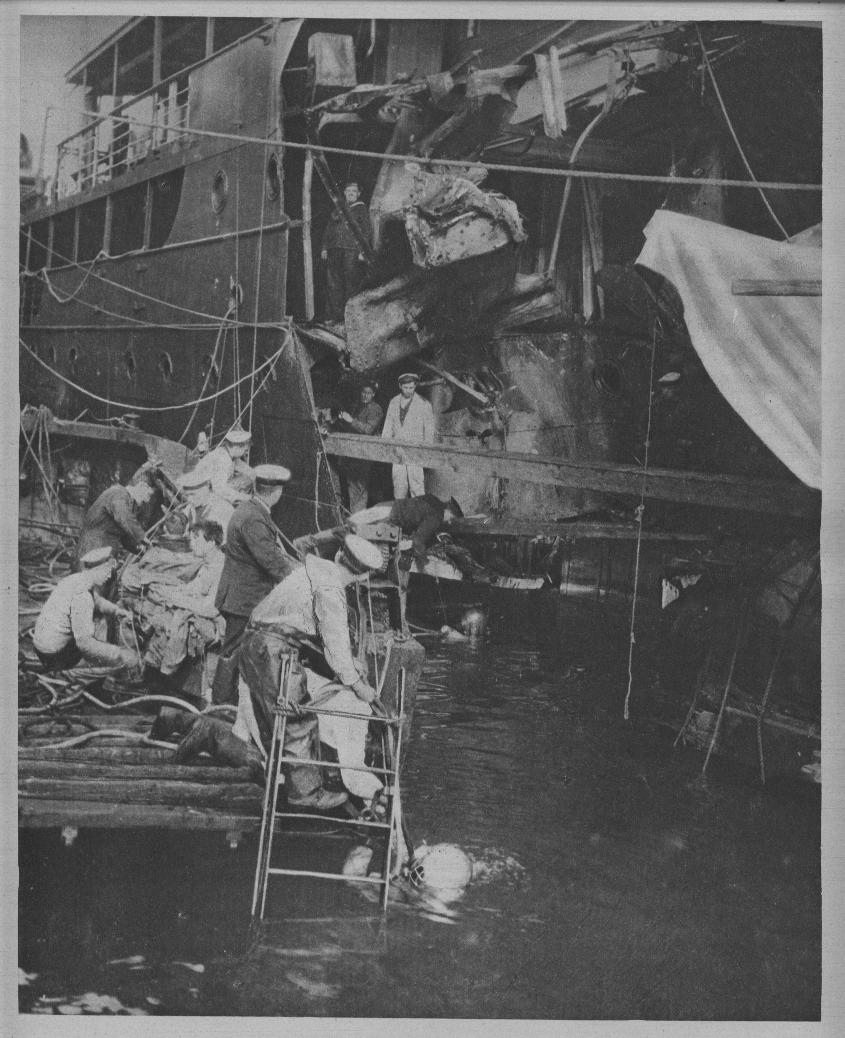
Un navire en réparation dans le port de Salonique, au premier plan un scaphandrier.

##### Françaises
Commandé par l’amiral Louis Dartige du Fournet à Moudros,
- la troisième escadre commandée par Frédéric Paul Moreau à Salonique,
- l’amiral Henri Salaun
  - le Bruix,
  - le Mirabeau,
  - le Danton.

##### Anglaises
Quelques éléments du en:Mediterranean Fleet du Royal Navy.

##### Russes
Askold, un croiseur protégé de la Marine impériale de Russie.

#### Les troupes de l’armée française d’Orient (AFO)

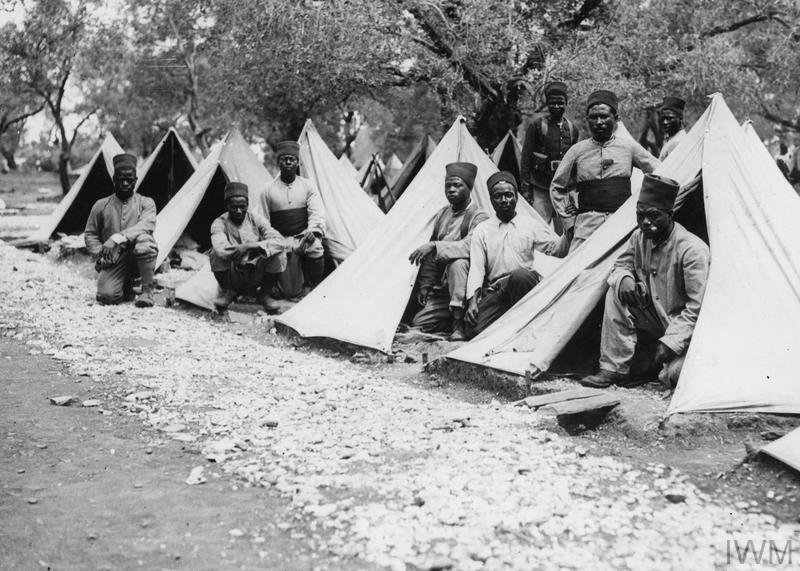
Des tirailleurs malgaches se reposant à l'extérieur des tentes de leur camp, octobre 1917, Salonique.

Environ 210 000 hommes répartis de la façon suivante :
- 156e division d’infanterie (octobre 1915)
- 57e division d’infanterie (octobre-novembre 1915)
- 122e division d’infanterie (octobre-novembre 1915)
- 17e division coloniale (février 1916)
- 30e division d’infanterie (septembre-décembre 1916)
- 76e division d’infanterie (septembre-décembre 1916)
- 11e division coloniale (septembre-décembre 1916)
- 16e division coloniale (septembre-décembre 1916)
- Une brigade de cavalerie commandée par le général Auguste Frotiée (de novembre 1915 au 18 août 1916) puis par le colonel Henri Descoins (18 août 1916 - 2 juillet 1917) et le général Jouinot-Gambetta (2 juillet 1917) :
  - dix escadrons,
  - un groupe à cheval,
  - le 2e bis régiment de zouaves qui étaient actif en Macédoine orientale
  - régiment de marche de spahis marocains (RMSM) (lieutenant-colonels Dupertuis puis Guéspereau)
  - 1er régiment de chasseurs d’Afrique (lieutenant-colonel Bournazel)
  - 4e régiment de chasseurs d’Afrique (lieutenant-colonel Labauve)
  - 8e régiment de chasseurs d’Afrique
- L’aviation :
  - les escadrilles de chasse 506 et 507,
  - les escadrilles de corps d’armée 501, 502, 503, 504, 505, 508 et 509,
  - l’escadrille de bombardement 510.

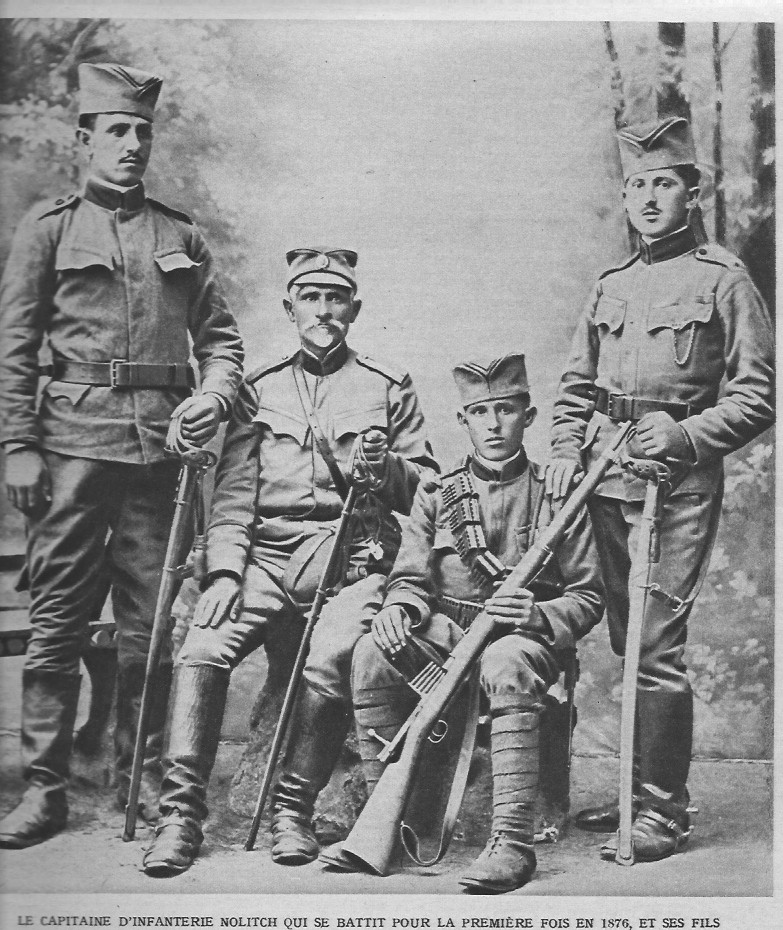
Nolich, soldat Serbe et ses fils, novembre 1915.

#### Les troupes serbes
Après la retraite de l’armée serbe fin 1915 et son évacuation sur l’île de Corfou, il ne reste plus que 120 000 soldats, sur une armée de 400 000 en 1914. Les Français équipent et remontent l’armée serbe sous la tutelle du général Jean de Montdésir et de l’intendant anglais Taylor, pour la transporter ensuite en Chalcidique.
Le 6 janvier 1916 débute l’exode depuis la côte albanaise pour Courfou, le 8 avril 1916 un premier transport de la nouvelle armée serbe qui se compose :
- la division Morava et la division Vardar qui forment la 1re armée serbe commandée par le général Misitch ;
- la division Chnadia et la division Timok qui forment la 2e armée serbe commandée par le général Stépanovitch ;
- la division Drina et la division Danube qui forment la 3e armée serbe commandée par le général Sturm, puis par le colonel Vasitch.

Les divisions se composent de quatre régiments d’infanterie plus une du IIIe ban (équivalent des territoriaux français), un escadron de cavalerie, un régiment d’artillerie, un groupe d’artillerie motorisée, un groupe d’obusiers de 120, une colonne de munitions, un atelier mobile de réparation, soit 15 800 combattants et 6 200 non-combattants.
Au début les troupes serbes sont autonomes sous le commandement d’Alexandre et avec comme chef le général Bojovitch ; le 2 août 1916 les instances politiques donnaient au Général en chef de l’armée d’Orient le commandement des troupes serbes.

##### Les troupes du Monténégro

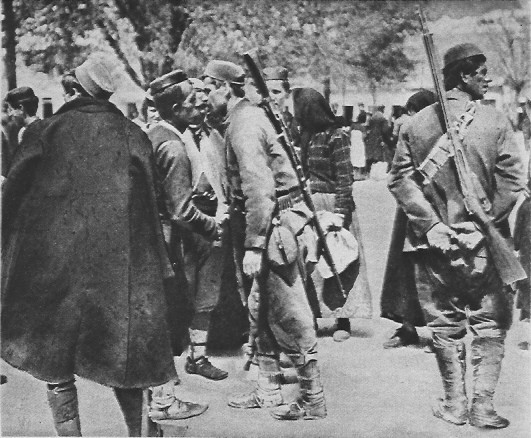
Soldats monténégrins en 1916

Après la retraite d’Albanie, le 29 décembre 1915, le Monténégro capitule et le prince Mirko licencie les troupes le 8 janvier 1916. En 1916, une unité a pris les armes et combattu de façon indépendante contre les forces de la Triplice, ils refusèrent l’intégration aux troupes serbes. Elles furent commandées par Nicolas Ier de Monténégro et eurent une cocarde personnelle, mais leur indiscipline fit que le général Sarrail, sous la pression des chefs serbes, a dissous ces unités pour les intégrer au commandement serbe.

##### Les troupes albanaises
Une unité d’Albanais (1 000 hommes) a servi dans l’armée d’Orient sous le commandement d’Essad Pacha, elle était active sur le front ouest pendant l’année 1916, devant couper les communications autour de Flórina.

#### Les troupes britanniques

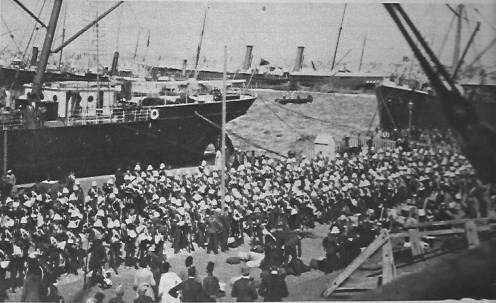
Troupes anglaises débarquant à Salonique

L’armée britannique de Salonique, ou B.S.F (British Salonika Force) était composée des XIIe et XVIe corps d'armée britanniques, soit 138 000 hommes :
- XVIe corps :
  - 10e division (Irlande) général Bryan Mahon,
  - 27e division d’infanterie britannique, général Guillaume Raine Marshall
  - 28e division britannique général C. Briggs,
  - 1/1 Surrey Yeomanry (cavalerie),
- XIIe corps du général Wilson,
  - 22e division britannique,
  - 26e division britannique,
  - 60e division londonienne,
  - 1/1 Lothian and border horse,
- Q.G :
  - 7e brigade de montagne,
  - 8e brigade de montagne,
  - 16e escadre du Royal Flying corps.

Commandées par le général Charles Monro puis par le général George Milne.

#### Les troupes grecques

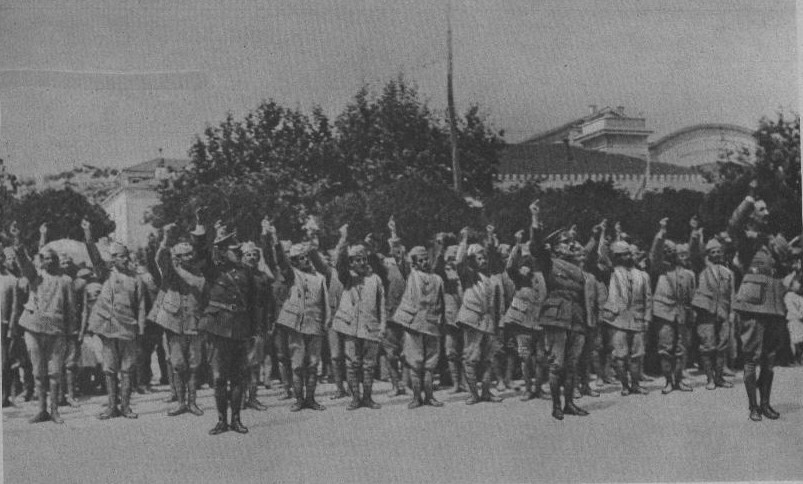
Vénizelistes prêtant serment et formant les troupes grecques qui aident les Alliés

L’armée de Défense Nationale était fidèle au gouvernement de défense nationale de Vénizelos.
En août 1916, il y avait 1 300 hommes sous les ordres des colonels Zymvrakakis et Mazarakis qui étaient à Salonique et se composaient de volontaires, de gendarmes crétois, pour parvenir à 10 000 hommes le 25 septembre 1916 lorsqu’arrivèrent les troupes qui avaient fui lors de l’abandon du Fort Rupel.
En janvier 1918, les Grecs sont 204 000 (hors les dépôts) répartis dans les 1er, 2e, 5e corps d’armées de la Défense Nationale plus 2 divisions isolées commandées par le général Danglis.

#### Les troupes italiennes
Le corps expéditionnaire italien en Orient ou Corpo di Spedizione Italiano in Oriente dépend du quartier-général italien de Rome mais a détaché la 35e division d’infanterie sous commandement français. Carlo Petitti di Roreto arrive en juillet 1916 comme commandant en chef des armées italiennes à Salonique :
- chef d’état-major : le colonel Garbasso,
  - colonel commandant l’artillerie Giardano,
  - major Pierini chef du génie,
- 35e division d’infanterie,
  - brigade Sicilia a deux régiments (61 & 62e R.I),
  - brigade Ivrea a deux régiments (161 & 162e R.I),
  - brigade Cagliari a deux régiments (63 & 64e R.I)[21],
  - deux escadrons de cavalerie Lucques[22],
  - une escadrille d’aviation,
  - huit batteries de montagne,
  - un contingent de génie a son arrivée à Salonique[23]

Le commandement français lui a octroyé neuf batteries de 75, une lourde (sept batteries de 120 long, une batterie de 105 et deux batteries de 155 court) pendant son affectation en premier lieu autour du lac Doïran puis dans la boucle de la Cerna fin 1916. Pettit di Roreto a été remplacé par le général Giuseppe Pennella en mai 1917 et le 16 juin 1917 il le fut par Ernesto Mombelli.

#### Les troupes russes

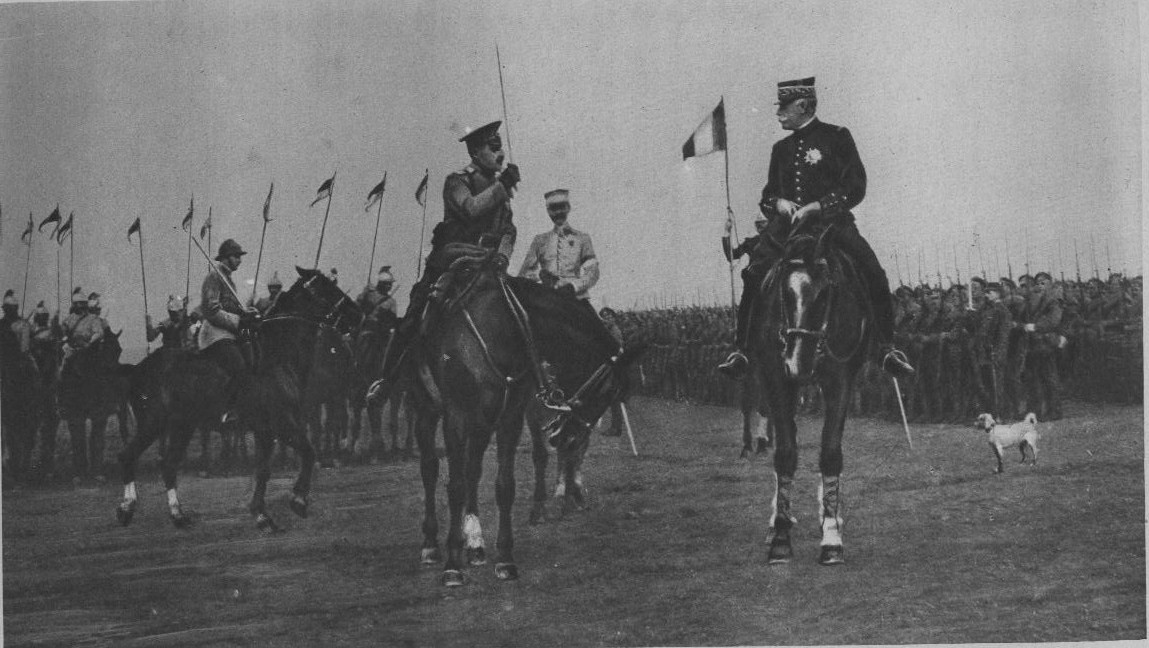
Les généraux Sarrail et Léontieff devant les troupes russes à Salonique.

Les deuxième et quatrième brigades commandées par le général Maxime Leontieff et le général Mikhail Dieterichs, ont embarqué à Arkhangelsk. Après un passage par Marseille, ces deux brigades furent dirigées sur Salonique où la première arrive le 30 juillet 1916, la quatrième ne sera opérationnelle que le 20 novembre. Ces deux brigades furent régulièrement renforcées par des troupes venant de Russie, jusqu'en 1917. Elles combattirent dès leur arrivée, sur le front de Macédoine, dans la région entre Flórina et Monastir (aujourd'hui Bitola) et participèrent à la prise de cette ville, en décembre 1916. Amoindries par les pertes et, surtout, la malaria et le paludisme, qui faisaient des ravages chez les soldates opérant dans la région, elles furent retirées du front et envoyées à Athènes, début 1917, pour participer au maintien de l'ordre dans la capitale grecque, soumise à une grande agitation. En juin 1917, elles furent envoyées de nouveau au front et elles combattirent dans la région entre le lac Prespa et le lac Ohrid. Après la révolution bolchevik d'octobre 1917, les deux brigades furent démobilisées, en janvier 1918, devant le désir du nouveau pouvoir bolchevik de se retirer de la guerre, ce qui fut fait lors du traité de Brest-Litovsk, une paix signée entre les allemands et les bolcheviks. Certains soldats russes d'Orient, continuèrent le combat au sein de la Légion russe ou dans la Légion étrangère, d'autres, travaillèrent derrière les lignes de front sur le front d'Orient ou furent internés dans un camp érigé pour les Russes à Salonique. Certains furent même envoyés en Afrique du Nord, condamnés aux travaux forcés.

## Faits d'armes

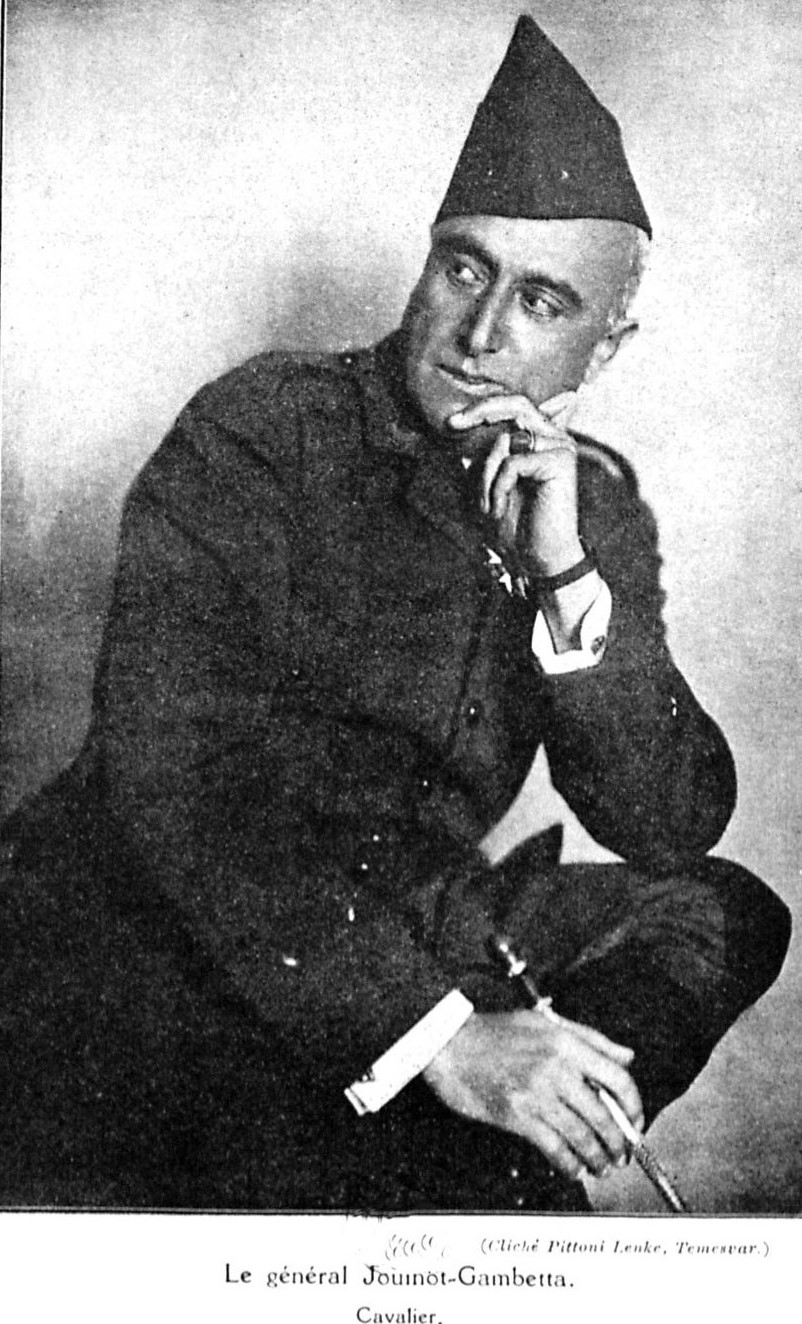
Général Jouinot-Gambetta.

La Manœuvre d'Uskub, aujourd'hui Skopje, est une charge de cavalerie menée par la brigade Jouinot-Gambetta, composée des 1er , 4e chasseurs d'Afrique et du régiment de marche de spahis marocains de l'armée française, commandée par le général Jouinot-Gambetta, entre le 24 et le 30 septembre 1918 en Macédoine, afin de couper en deux l'armée bulgare, déjà malmenée par l'offensive qui avait débuté le 15 septembre (bataille de Dobro Polje). La brigade traverse 70 kilomètres de montagnes à environ 2 000 mètres d'altitude  sans infanterie ni artillerie pour l'appuyer. Les cavaliers de Jouinot-Gambetta prennent Usküb, capitale de la Macédoine, par surprise le 29 septembre 1918.
Cet exploit permet aux troupes alliées, commandée par le général Franchet d'Espèrey, d'exploiter la percée du front (bataille de Dobro Polje) en remontant la vallée du Vardar en direction de Vélès et d'Uskub, coupant ainsi l'armée bulgare en deux et obligeant la Bulgarie à signer l'armistice le 29 septembre 1918.
Il s'agit de la dernière charge de la cavalerie française au cours d'une guerre.